# Mistrzostwa Europy w KinBall 2012
Mistrzostwa Europy w KinBall 2012
Mistrzostwa w kinballu były rozgrywane w Szwajcarii w Neuchâtel w dniach 10-13 października.

## Punktacja
Za zwycięstwo w meczu drużyna dostaje 10 punktów, za drugie miejsce 6 punktów a za trzecie 2 punkty. Do tego dodawany jest bonus za grę fair play w wysokości pięciu punktów (za każde przewinienie jeden punkt mniej) oraz po jednym punkcie za każdy wygrany okres gry, czyli za zwycięstwo bez przewinień drużyna dostaje 18 punktów.

## Wyniki

### Wyniki mężczyźni
| Mecz  | 1 miejsce | 2 miejsce  | 3 miejsce  |
| ----- | --------- | ---------- | ---------- |
| 1     | Belgia    | Francja    | Hiszpania  |
| 2     | Belgia    | Szwajcaria | Hiszpania  |
| 3     | Francja   | Belgia     | Szwajcaria |
| Finał | Belgia    | Szwajcaria | Francja    |

### Tabela końcowa Mężczyźni
| Miejsce | Reprezentacja |
| ------- | ------------- |
| 1       | Belgia        |
| 2       | Szwajcaria    |
| 3       | Francja       |
| 4       | Hiszpania     |

### Wyniki kobiety
| Mecz  | 1 miejsce | 2 miejsce  | 3 miejsce  |
| ----- | --------- | ---------- | ---------- |
| 1     | Francja   | Belgia     | Hiszpania  |
| 2     | Francja   | Szwajcaria | Hiszpania  |
| 3     | Belgia    | Szwajcaria | Hiszpania  |
| 4     | Francja   | Belgia     | Szwajcaria |
| Finał | Francja   | Belgia     | Szwajcaria |

### Tabela końcowa Kobiety
| Miejsce | Reprezentacja |
| ------- | ------------- |
| 1       | Francja       |
| 2       | Belgia        |
| 3       | Szwajcaria    |
| 4       | Hiszpania     |